# Piața Victoriei
Piața Victoriei este o piață din București, Sectorul 1. 
Aici se intersectează Calea Victoriei, Bulevardul Lascăr Catargiu, Bulevardul Iancu de Hunedoara, Str. Paris, Bulevardul Aviatorilor, Șoseaua Kiseleff, Bulevardul Ion Mihalache, str. Buzești și Bulevardul Nicolae Titulescu.
În Piața Victoriei se află Muzeul Național de Istorie Naturală „Grigore Antipa”, Muzeul de Geologie, Muzeul Țăranului Român, Institutul de Istorie „Nicolae Iorga”, pe șoseaua Kiseleff (la 2 min.) Monumentul Infanteristului român (arh. J. Bolborea), la 5 min pe Bul. Titulescu intersecție cu Banu Manta, Palatul Primăriei sect.1 și Palatul Victoria, sediul Guvernului României.
La Piața Victoriei, au loc multe proteste.